# Aemil Hugo
Aemil Hugo (* 19. Februar 1802 in Göttingen; † 27. Dezember 1860 ebenda) war ein deutscher Jurist und Politiker.

## Leben
Hugo studierte von 1820 bis 1824 Rechtswissenschaft an den Universitäten Göttingen und Berlin. Danach war er bis 1828 zunächst Auditor beim Amt in Münden und bei der Justizkanzlei in Celle. Von 1828 bis 1832 arbeitete er als Assessor, dann als Justizrat bei der Justizkanzlei in Göttingen.
Er war vom 18. Mai 1848 bis 12. Mai 1849 Mitglied der Frankfurter Nationalversammlung für das Königreich Hannover in Northeim in der Fraktion Casino, anschließend in der Fraktion Pariser Hof.
1838 war er auch Mitglied der Zweiten Kammer der Ständeversammlung des Königreichs Hannover.